# 田中俊行
田中 俊行（たなか としゆき、1951年（昭和26年）10月27日 - ）は、三重県の政治家。第16代四日市市長。

## 略歴
- 三重郡楠町出身（現・四日市市）で、その後サラリーマン生活をするためや四日市市議会議員選挙に出馬するために楠町から四日市市日永地区に引っ越して四日市市民となり、現在は日永地区に在住している。楠町立楠小学校→楠町立楠中学校→三重県立四日市高等学校普通科→東京大学経済学部を卒業する。民主党系の労働組合の支持を受けて、民主党三重県連合の政調会長に就任している。JC（四日市青年会議所）所属であり、四日市青年会議所理事。四日市大学運営協議会の会長。1982年（昭和57年）11月に水平豊彦衆議院議員の公設秘書となり[2]、54歳で水平が死去後に事務所から紹介されて、1985年（昭和60年）に斎藤十朗参議院議員の秘書となる。[3]
- 東京大学の学生時代から、同じ四日市南部出身の田中一族として、塩浜地区出身の政治家である田中覚（三重県知事と衆議院議員を歴任した政治家）と親戚関係があった事から、政治家修行をするようになる。自民党に所属していて、短期間の国会議員（1期）の任務についていた田中覚事務所の研修生となり、その後第1秘書になる。
- 東京大学経済学部卒業後にサラリーマン生活を送るが、1988年（昭和63年）の四日市市議会議員の補欠選挙で日永地区出身の山口孝市議会議員から地盤を禅譲される形で立候補して、初当選して政治家となった。その後、（四日市市議会議員（3期）・新政みえ所属の三重県議会議員（2期））を歴任する。
- 三重県議会議員を岡田克也の元秘書であった水谷正美（四日市市議）に譲り辞職する。その後、民主党の推薦候補として2008年（平成20年）11月30日に行われた四日市市長選挙に初当選する。同年12月24日、市長に就任した[4]。2012年（平成24年）11月に再選される。
- 2011年（平成23年）の三重県知事に立候補する津市長であった松田直久を、県内の他の6市町の首長（下記）と共に応援する政治団体の「日本の原点」結成を明らかにした[5]。

1. 鈴鹿市長・川岸光男
2. 伊勢市長・鈴木健一
3. 志摩市長・大口秀和
4. 尾鷲市長・岩田昭人
5. 菰野町長・石原正敬
6. 明和町長・中井幸充

- 1990年に四日市市マラソン訪米団の団長としてマラソン大会に出場する。四日市市の姉妹都市であるアメリカ合衆国のロングビーチ市を訪問する。
- 2013年に三重県市長会の会長に就任する。東海市長会の会長に就任する。
- 2014年に全国市長会副会長に就任する。全国市長会の少子化対策・子育て支援に関する研究会の座長に就任する。[6]
- ユマニテク歯科衛生専門学校の校長でもある。
- 2021年11月3日、秋の叙勲において旭日小綬章を受章[7]。

## 公約と政策
- 四日市市を「四日市株式会社制度」に例えている。
- 具体的に「四日市市長」を例えによると→「四日市株式会社の社長」としている。
- 「四日市市民」を例えによると→「四日市株式会社の株主」としている。
- 「四日市市職員」を例えによると→「四日市市の社員」として、四日市市民への四日市市株式会社による利益還元政策を唱えた[8][要文献特定詳細情報]。
- 脱公害を唱えて、四日市喘息から環境都市の四日市政策を目指している。四日市市長として田中俊行は、日本国内の小学校と中学校の社会科の教科書にある四日市公害（四日市ぜんそく）の昭和時代戦後史の四大公害の記述について、その後の環境改善の取り組みを加筆するよう求める要望書を文部科学省などに提出した。2010年（平成22年）の定例会見で明らかにした。 市長としての発言は「現行教科書の記述では『四日市市は公害のまち』というイメージが永久に固定化され、改善の過程が全く認識されない。企業誘致にも集客活動にも不利になる」と会見で述べた。四日市市によると、社会科教科書の出版社9社のうち1社にしか環境改善の記述がない事情が理由である[9][出典無効]。
- 『みんなが誇りを持てるまち、四日市！』を目指して、全力で取り組んでいる。公約に市内の小学校読書教育運動と大矢知地区の産廃問題解決を掲げた。
- 中核市への移行を目指している。さらに発展的に鈴鹿市、四日市市、桑名市、いなべ市の4市と三重郡の川越町、朝日町、菰野町、員弁郡の東員町などとの合併をめざした仮称大北勢市として政令指定都市を創設する構想を公約にした。
- 自民党系であり無所属の対立候補であった元三重県議会議員の岩名秀樹を破り当選した。岡田克也の地元である四日市市内は民主党の地盤であり、岡田克也と民主党支持者の強力な支持があり、自民党の平田耕一衆議院議員と民主党の岡田克也衆議院議員による三重3区での代理戦争によって四日市市長選挙で勝利した。

## 人物像
尊敬する人物は宮本武蔵。好きな食べ物はカレーライス。愛読書は夏目漱石のこころ。趣味は楠町立楠中学校時代の四日市市と三重郡の三泗地区大会で優勝したテニス。カラオケ。絵画鑑賞。映画鑑賞。東京大学卒業の高学歴である事から四日市市議会議員で自身の支持者から逆学歴差別をされて三重県議会議員など上級の議員と公職を目指した。四日市市のホームページに四日市市長のページとして、「トッキーのおもしろ情報」という新コーナーを設けた。ブログ形式であり、「トッキー」とは女性支援者が田中俊行市長につけたニックネームである。
四日市公害で死亡した市民を追悼する「公害犠牲者合同慰霊祭」が2011年（平成23年）9月24日に四日市市松本の北大谷霊園で営まれた。遺族や市民団体が参列して、この1年間に死亡した19人を加えた985人の四日市ぜんそくの犠牲者の冥福を祈った。田中俊行市長が四日市市長として約30年ぶりに参列して、鈴木英敬三重県知事や三重県内の国会議員が追悼の言葉を送った。田中俊行市長は「環境改善が進んだ現在でも441人が認定患者となって苦しんでおり、まだまだ公害が克服していない。公害資料館を整備して、公害の歴史を風化させないようにしたい」と述べた。その後、2015年（平成27年）3月21日に四日市公害と環境未来館が開館し、同館入り口に「誓いのことば」を寄せた。

## スローガン
- 動かそう四日市